# Kalimorpha flaviceps
Kalimorpha flaviceps är en insektsart som beskrevs av Carl Stål 1864. Kalimorpha flaviceps ingår i släktet Kalimorpha och familjen dvärgstritar. Inga underarter finns listade i Catalogue of Life.